# Georgine Schubert
Georgine Schubert (* 28. Oktober 1840 in Dresden; † 26. Dezember 1878 in Strelitz) war eine deutsche Opernsängerin (Sopran). 

## Leben
Georgine Schubert stammte aus einer musikalischen Familie; ihr Vater François Schubert war Konzertmeister der sächsischen Hofkapelle und ihre Mutter die Sängerin und Schauspielerin Maschinka Schneider. Ihr Großvater Georg Abraham Schneider war Hornist, Komponist und Hofkapellmeister in Berlin, ihr Onkel Louis Schneider Schauspieler und Musiker in Berlin.  
Ihren ersten künstlerischen Unterricht erhielt Schubert durch ihre Eltern. Anlässlich einer Sommer-Soirée machte Schubert durch ihre Eltern Bekanntschaft mit der Opernsängerin Jenny Lind. Diese, überzeugt vom Talent, unterstützte und förderte sie nun in ihrer Ausbildung. So konnte Schubert 1857 nach London gehen und wurde ab Sommer desselben Jahres Schülerin von Manuel Patricio Rodríguez García; teilweise wurde sie mit dessen Sohn Gustave unterrichtet. 
Während dieser Zeit traf sich Schubert regelmäßig mit Lind und erhielt von dieser auch etliche Privatstunden. 1858 kehrte sie nach Deutschland zurück und ging zu ihrem Onkel Louis nach Berlin. Auch von ihm erhielt sie Unterricht und mit dessen Förderung konnte sie am 20. Oktober 1859 als „Nachtwandlerin“ sehr erfolgreich am Stadttheater in Hamburg debütieren. 
Von Hamburg aus unternahm Schubert eine längere Gastspielreise nach und durch Italien. Ihre Auftritte an der Scala (Mailand), am Teatro La Fenice (Venedig) und anderen wurden vielbejubelt; das dortige Stagionesystem kam ihr dabei durchaus entgegen. 
Zurück in Deutschland wurde Schubert an die königliche Hofoper verpflichtet. Von dort ging sie, unterbrochen von einem kleinen Engagement in Frankfurt am Main nach Paris. Dort lernte sie unter anderen Daniel-François-Esprit Auber, Charles Gounod und Gioachino Rossini kennen und wurde schnell ein Star des gesellschaftlichen Lebens. 
An ihre Rückkehr nach Hause schloss sich eine längere Tournee durch Deutschland an, welche 1865 mit einem Engagement an der Hofoper von Hannover endete. Zwei Jahre später wechselte Schubert ans Mecklenburgisch-Strelitzische Hoftheater nach Neustrelitz und war dort erstmals am 3. Januar 1867 als „Rosina“ zu sehen. 1868 ernannte sie die Großherzogin Augusta Karoline zur mecklenburgisch-strelitzischen Kammersängerin. 
Plötzlich und unerwartet starb Georgine Schubert acht Wochen nach ihrem 38. Geburtstag in Neustrelitz und fand dort auch ihre letzte Ruhestätte.

## Zitat
Als Gounod sie während einer Probe zu seiner Oper Faust singen hörte, soll er begeistert ausgerufen haben – „So habe ich mir die Margarete geträumt“.

## Rollen (Auswahl)
- Amina – Die Nachtwandlerin (Vincenzo Bellini)
- Dinorah – Dinorah ou Le pardon de Ploërmel (Giacomo Meyerbeer)
- Berthe – Der Prophet (Giacomo Meyerbeer)
- Adagisa – Norma (Giacomo Meyerbeer)
- Margarethe – Faust (Charles Gounod)
- Rosina – Der Barbier von Sevilla (Gioachino Rossini)
- Leonore – Der Troubadour (Giuseppe Verdi)